# Pistolet Unique Modèle 17
Unique Modèle 17 – francuski pistolet samopowtarzalny produkowany w latach 1928–1944 w zakładach Manufacture d'armes des Pyrénées françaises (MAPF). 

## Historia konstrukcji
Francja w czasie I wojny światowej zakupiła od Hiszpanii ogromne ilości pistoletów Ruby. Powstała w 1923 roku fabryka broni MAPF w Hendaye produkowała pistolety podobne do modelu Ruby. Jednym z nich był Unique Modèle 17, strzelający nabojem o małej mocy obalającej 7,65 x 17 mm SR Browning. Do swojego uzbrojenia przyjęła go francuska artyleria. 
Po klęsce Francji w 1940 roku i zajęciu kraju przez III Rzeszę kontynuowano produkcję na potrzeby Niemców. Na polecenie Heereswaffenamtu (Urzędu Uzbrojenia Wojsk Lądowych Wehrmachtu) pistolet zmodyfikowano: uproszczono oznaczenia na zamkach, dodano zewnętrzny kurek, wzmocniono chwyt pistoletowy, który teraz miał kształt płetwy, okładziny chwytu miały pionowe rowki. Tak zmieniony pistolet produkowano pod nazwą Unique Kriegsmodell. Przeznaczony był dla niemieckich jednostek stacjonujących w Europie Zachodniej (głównie we Francji), oddziałów tyłowych na innych frontach i dla oficerów sztabowych. Produkowano go do momentu wyzwolenia Francji przez aliantów w sierpniu 1944 roku.

## Opis konstrukcji
Unique Modèle 17 był bronią samopowtarzalną. Zasada działania oparta na odrzucie zamka swobodnego. Unique Modèle 17 był zasilany z wymiennego magazynka pudełkowego o pojemności 9 naboi. Lufa gwintowana, posiadała sześć bruzd prawoskrętnych. Przyrządy celownicze mechaniczne stałe (muszka i celownik szczerbinkowy). Broń składała się z 54 części.